# Чачуа, Амбросий Анзорович
Амбро́сий Анзо́рович Ча́чуа (укр. Амбросій Анзорович Чачуа; род. 2 апреля 1994, Ровно) — украинский футболист, полузащитник львовских «Карпат».

## Клубная карьера
Амбросий Чачуа родился 2 апреля 1994 года. Заниматься футболом он начал в 2007 году в составе ровенского «Вереса», а с 2009 года — в составе Львовского государственного училища физической культуры.
В 2011 году дебютировал в составе львовских «Карпат» в молодёжном первенстве. Следующий сезон отыграл в дублирующем составе команды. Первым профессиональным матчем стал поединок против одесского «Черноморца» 3 ноября 2013 года. В том сезоне Чачуа сыграл 11 матчей в Премьер-Лиге. Отыграл в «Карпатах» пять лет.
31 июля 2018 года подписал контракт с казахстанским клубом «Акжайык».
В июле 2019 года заключил контракт с луцкой «Волынью», которая выступает в Первой лиге Украины.

## Международная карьера
В июне 2015 года был вызван наставником украинской «молодёжки» Сергеем Ковальцом для участия в Мемориале Лобановского. На этом турнире «жёлто-синие» заняли второе место, а Чачуа принял участие в обоих матчах.

## Достижения

### Командные
«Карпаты» (Львов)
- Серебряный призёр Первой лиги Украины: 2023/24

### Личные
- Лучший игрок месяца украинской Премьер-лиги: май 2025